# Colfax (Luisiana)
Colfax é uma cidade  localizada no estado americano de Luisiana, na Paróquia de Grant.

## Demografia
Segundo o censo americano de 2000, a sua população era de 1659 habitantes.
Em 2006, foi estimada uma população de 1684, um aumento de 25 (1.5%).

## Geografia
De acordo com o United States Census Bureau tem uma área de
3,9 km², dos quais 3,9 km² cobertos por terra e 0,0 km² cobertos por água. Colfax localiza-se a aproximadamente 28 m acima do nível do mar.

## Localidades na vizinhança
O diagrama seguinte representa as localidades num raio de 32 km ao redor de Colfax.